# Barreirinhas
Barreirinhas este un oraș în Maranhão (MA), Brazilia.